# Vela nos Jogos Olímpicos de Verão de 1920
As competições da vela nos Jogos Olímpicos de Verão de 1920 foram disputadas entre os dias 7 e 10 de julho. Inicialmente estava aberto para um total de dezesseis classes (disciplinas) de vela, mas apenas quatorze eventos foram disputados, porque para as classes 8,5 e 9 Metre não havia inscritos. Para cada classe, três regatas foram programadas na costa de Oostende, no Mar do Norte.

## Local
Oostende oferecia condições justas para navegar no Mar do Norte. Embora existissem condições de maré, a corrente era avaliada como razoavelmente previsível. A maioria das corridas teve que ser disputada em condições de ar leve.
Uma situação olímpica inédita e única aconteceu com as provas da classe Dinghy 12'. Quando, na segunda regata, uma das marcas ficou refém da correnteza e ficou à deriva, a regata teve que ser anulada. Como os organizadores não tiveram tempo de refazer a prova e ambas as equipes eram de origem holandesa, a organização belga solicitou ao Comitê Olímpico Holandês que revelasse a final em Amsterdã.
As seguintes áreas de percurso foram usadas durante as regatas olímpicas de 1920:

## Participantes

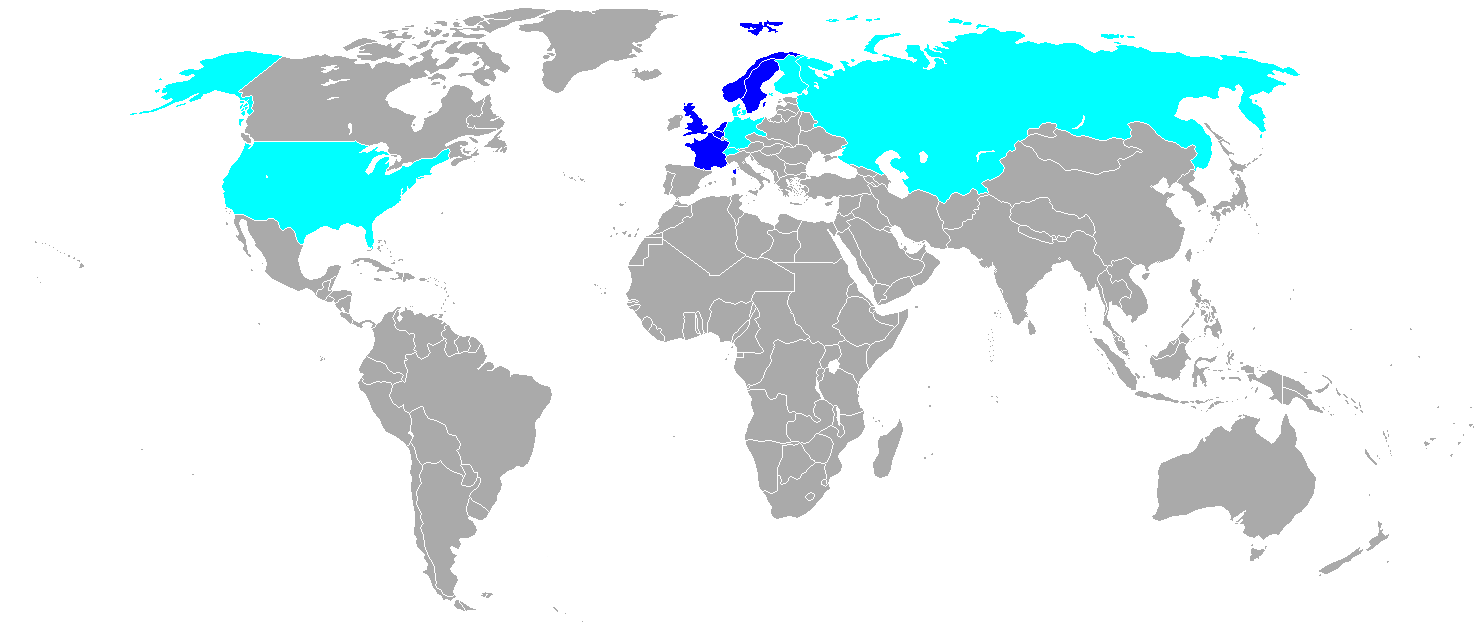
Países participantes da vela nos Jogos Olímpicos de 1912.
Países que já participaram em outras edições.
Países que participaram em outras edições mas não participaram em 1920.

Foi permitido um máximo de dois barcos por país por classe:
- BEL Bélgica
- FRA França
- GBR Grã-Bretanha
- NED Países Baixos
- NOR Noruega
- SWE Suécia

## Calendário
| ● | Competições desportivas | ● | Finais |

| Data                      | Julho (Bélgica) | Julho (Bélgica) | Julho (Bélgica) | Julho (Bélgica) | Setembro (Países Baixos) | Setembro (Países Baixos) | Setembro (Países Baixos) |
| Data                      | 7 Qua           | 8 Qui           | 9 Sex           | 10 Sáb          | 3 Sex                    | 4 Sáb                    | 5 Dom                    |
| ------------------------- | --------------- | --------------- | --------------- | --------------- | ------------------------ | ------------------------ | ------------------------ |
| Planejamento              | ●               | ●               | ●               | ●               |                          |                          |                          |
| Total de medalhas de ouro |                 |                 |                 | 14              |                          |                          |                          |
| Real                      | 1 ●             | ●               | ●               | ●               | 2                        |                          |                          |
| Total de medalhas de ouro |                 |                 |                 | 13              | 1                        |                          |                          |

## Eventos
Embora seja uma das atividades esportivas organizadas mais antigas, a vela no início do século XX não era uniformemente organizado. Isso teve muito a ver com as tradições nacionais, bem como com o fato de que não havia tipos de barcos padronizados com instruções de construção e medidas uniformes. A forma de um barco, especificamente seu comprimento, seu peso e sua área de navegação, são os principais parâmetros que determinam a velocidade do barco. Várias iniciativas foram iniciadas para criar uma fórmula que permitisse que os barcos corressem entre si sem ter que calcular o resultado final. Mas os diferentes países inicialmente não chegaram a um acordo sobre um sistema internacional. Na edição dos Jogos de 1900, ficou claro que a vela não estava pronta para competições internacionais e algo precisava ser feito.
Em 1906, foram organizadas reuniões internacionais para resolver o problema. Finalmente, em Paris, em outubro de 1907, foi ratificada a primeira Regra Internacional. Os delegados desta reunião formaram a International Yacht Racing Union (IYRU), a precursora da atual Federação Internacional de Vela (ISAF). Após a Primeira Guerra Mundial, a Autoridade Internacional de Vela não tinha nenhuma pista em que direção a navegação havia se desenvolvido desde 1912. Os países nórdicos desenvolveram as classes Skerry Cruiser e as classes de regras internacionais adotaram em 1919 uma nova edição da regra que ainda não foi implementada nos países.
| Classe              | Tipo     | Local               | N.º de equipes | Primeira exibição |
| ------------------- | -------- | ------------------- | -------------- | ----------------- |
| Dinghy 12 pés       | bote     | Oostende e Amsterdã | 2              | 1920              |
| Dinghy 18 pés       | bote     | Oostende            | 2              | 1920              |
| 6.5 Metre           | keelboat | Oostende            | 3              | 1920              |
| 8.5 Metre           | keelboat | Oostende            | desconhecido   | 1920              |
| 6 Metre             | keelboat | Oostende            | 3              | 1908              |
| 7 Metre             | keelboat | Oostende            | 2              | 1908              |
| 8 Metre             | keelboat | Oostende            | 5              | 1908              |
| 9 Metre             | keelboat | Oostende            | desconhecido   | 1920              |
| 10 Metre            | keelboat | Oostende            | 8              | 1912              |
| 12 Metre            | keelboat | Oostende            | 9              | 1908              |
| 30m² Skerry cruiser | keelboat | Oostende            | 7              | 1920              |
| 40m² Skerry cruiser | keelboat | Oostende            | 8              | 1920              |

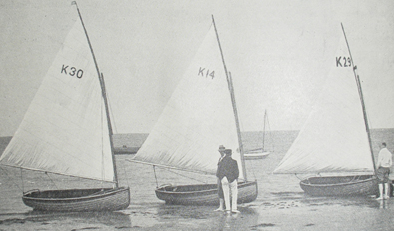
Dinghy 12'
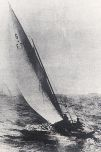
De Oranje, 6.5 Metre
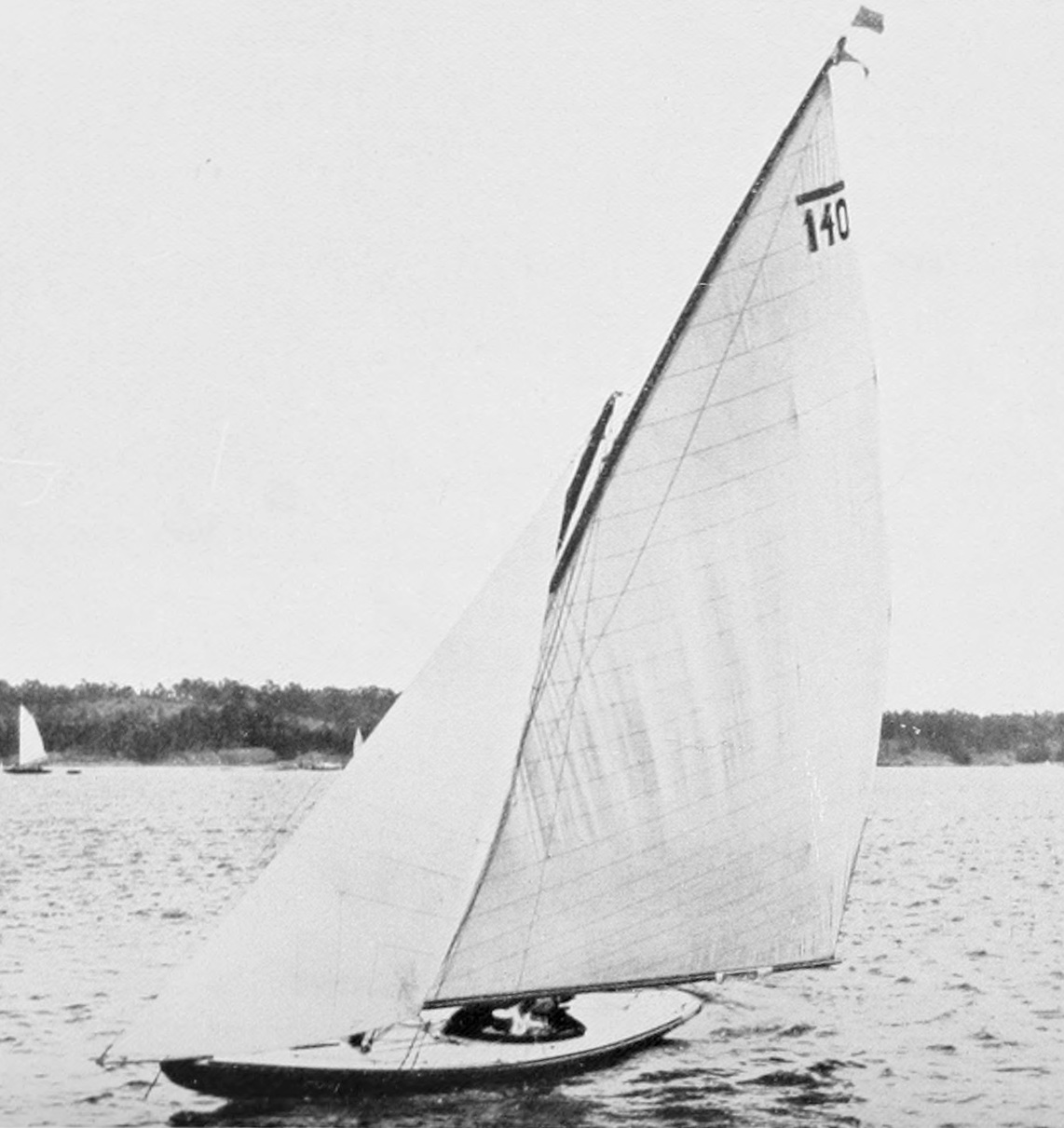
Nurdug II, 6 Metre
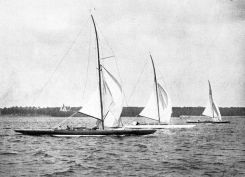
Sif e Else, 40m² Skerry cruiser
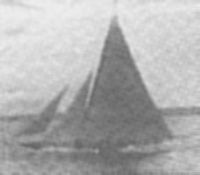
Atlanta, 12 Metre

## Medalhistas
| Evento                            | Ouro | Prata                                                                              | Bronze                                                                                           |
| --------------------------------- | --- | ---------------------------------------------------------------------------------- | ------------------------------------------------------------------------------------------------ |
| Dinghy 12' detalhes               | Cornelis Hin Johan Hin Frans Hin NED Países Baixos | Arnoud van der Biesen Petrus Beukers NED Países Baixos                             | nenhum                                                                                           |
| Dinghy 18' detalhes               | Francis Richards Thomas Hedberg GBR Grã-Bretanha | nenhum                                                                             | nenhum                                                                                           |
| 6.5 Metre detalhes                | Joop Carp Berend Carp Petrus Wernink NED Países Baixos | Albert Weil Robert Monier Félix Picon FRA França                                   | nenhum                                                                                           |
| 6 Metre Regra de 1907 detalhes    | Émile Cornellie Frédéric Bruynseels Florimond Cornellie BEL Bélgica                                                                                         | Einar Torgersen Leif Erichsen Andreas Knudsen NOR Noruega                          | Henrik Agersborg Einar Berntsen Trygve Pedersen NOR Noruega                                      |
| 6 Metre Regra de 1919 detalhes    | Andreas Brecke Paal Kaasen Ingolf Rød NOR Noruega | Léon Huybrechts Charles Van Den Bussche John Klotz BEL Bélgica                     | nenhum                                                                                           |
| 7 Metre detalhes                  | Cyril Wright Dorothy Wright Robert Coleman William Maddison GBR Grã-Bretanha                                                                                | Johan Faye Sten Abel Christian Dick Niels Nielsen NOR Noruega                      | nenhum                                                                                           |
| 8 Metre Regra de 1907 detalhes    | Carl Ringvold Thorleif Holbye Alf Jacobsen Kristoffer Olsen Tellef Wagle NOR Noruega                                                                        | nenhum                                                                             | nenhum                                                                                           |
| 8 Metre Regra de 1919 detalhes    | Magnus Konow Thorleif Christoffersen Reidar Marthiniussen Ragnar Vik NOR Noruega                                                                            | Jens Salvesen Finn Schiander Lauritz Schmidt Nils Thomas Ralph Tschudi NOR Noruega | Albert Grisar Willy de l'Arbre Georges Hellebuyck Léopold Standaert Henri Weewauters BEL Bélgica |
| 10 Metre Regra de 1907 detalhes   | Erik Herseth Gunnar Jamvold Petter Jamvold Claus Juell Sigurd Holter Ingar Nielsen Ole Sørensen NOR Noruega                                                 | nenhum                                                                             | nenhum                                                                                           |
| 10 Metre Regra de 1919 detalhes   | Charles Arentz Otto Falkenberg Robert Giertsen Willy Gilbert Halfdan Schjøtt Trygve Schjøtt Arne Sejersted NOR Noruega                                      | nenhum                                                                             | nenhum                                                                                           |
| 12 Metre Regra de 1907 detalhes   | Henrik Østervold Halvor Birkeland Rasmus Birkeland Lauritz Christiansen Hans Næss Halvor Møgster Jan Østervold Kristian Østervold Ole Østervold NOR Noruega | nenhum                                                                             | nenhum                                                                                           |
| 12 Metre Regra de 1919 detalhes   | Johan Friele Arthur Allers Martin Borthen Kaspar Hassel Erik Ørvig Olaf Ørvig Thor Ørvig Egill Reimers Christen Wiese NOR Noruega                           | nenhum                                                                             | nenhum                                                                                           |
| 30m² Cruzador de escolho detalhes | Gösta Lundqvist Gösta Bengtsson Rolf Steffenburg SWE Suécia                                                                                                 | nenhum                                                                             | nenhum                                                                                           |
| 40m² Cruzador de escolho detalhes | Tore Holm Yngve Holm Axel Rydin Georg Tengwall SWE Suécia                                                                                                   | Gustaf Svensson Percy Almstedt Erik Mellbin Ragnar Svensson SWE Suécia             | nenhum                                                                                           |

## Quadro de medalhas
| Ordem | País              | Medalha de ouro | Medalha de prata | Medalha de bronze |    | Ordem por total |
| ----- | ----------------- | --------------- | ---------------- | ----------------- | -- | --------------- |
| 1     | NOR Noruega       | 7               | 3                | 1                 | 11 | 1               |
| 2     | NED Países Baixos | 2               | 1                |                   | 3  | 2               |
| 2     | SWE Suécia        | 2               | 1                |                   | 3  | 2               |
| 4     | GBR Grã-Bretanha  | 2               |                  |                   | 2  | 5               |
| 5     | BEL Bélgica       | 1               | 1                | 1                 | 3  | 2               |
| 6     | FRA França        |                 | 1                |                   | 1  | 6               |
| TOTAL | TOTAL             | 14              | 7                | 2                 | 23 | —               |